# Motomondiale 2018
Il Motomondiale 2018 è stata la settantesima edizione del motomondiale, si è disputata tra il 18 marzo e il 18 novembre su 19 prove; nelle tre classi i successi sono stati di Marc Márquez in MotoGP, di Francesco Bagnaia in Moto2 e di Jorge Martín in Moto3.

## Il calendario
La successione delle gare in calendario è restata invariata rispetto all'anno precedente con l'unica differenza del nuovo Gran Premio motociclistico di Thailandia che si inserisce come prima delle quattro gare disputate tra Sud Est Asiatico e Australia nei mesi di ottobre e novembre.
Il GP di Gran Bretagna è stato annullato a causa di avverse condizioni meteo e di problemi d'asfalto.
| Data         | Gran Premio                                | Circuito                | Vincitore MotoGP | Vincitore Moto2     | Vincitore Moto3       | Resoconto |
| ------------ | ------------------------------------------ | ----------------------- | ---------------- | ------------------- | --------------------- | --------- |
| 18 marzo     | GP del Qatar                               | Losail                  | Andrea Dovizioso | Francesco Bagnaia   | Jorge Martín          | Resoconto |
| 8 aprile     | GP d'Argentina                             | Termas de Río Hondo     | Cal Crutchlow    | Mattia Pasini       | Marco Bezzecchi       | Resoconto |
| 22 aprile    | GP delle Americhe                          | Circuito delle Americhe | Marc Márquez     | Francesco Bagnaia   | Jorge Martín          | Resoconto |
| 6 maggio     | GP di Spagna                               | Jerez de la Frontera    | Marc Márquez     | Lorenzo Baldassarri | Philipp Öttl          | Resoconto |
| 20 maggio    | GP di Francia                              | Le Mans                 | Marc Márquez     | Francesco Bagnaia   | Albert Arenas         | Resoconto |
| 3 giugno     | GP d'Italia                                | Mugello                 | Jorge Lorenzo    | Miguel Oliveira     | Jorge Martín          | Resoconto |
| 17 giugno    | GP di Catalogna                            | Catalogna               | Jorge Lorenzo    | Fabio Quartararo    | Enea Bastianini       | Resoconto |
| 1º luglio    | GP d'Olanda                                | Assen                   | Marc Márquez     | Francesco Bagnaia   | Jorge Martín          | Resoconto |
| 15 luglio    | GP di Germania                             | Sachsenring             | Marc Márquez     | Brad Binder         | Jorge Martín          | Resoconto |
| 5 agosto     | GP della Repubblica Ceca                   | Brno                    | Andrea Dovizioso | Miguel Oliveira     | Fabio Di Giannantonio | Resoconto |
| 12 agosto    | GP d'Austria                               | Spielberg               | Jorge Lorenzo    | Francesco Bagnaia   | Marco Bezzecchi       | Resoconto |
| 26 agosto    | GP di Gran Bretagna                        | Silverstone             | Evento Annullato | Evento Annullato    | Evento Annullato      | Resoconto |
| 9 settembre  | GP di San Marino e della Riviera di Rimini | Misano Adriatico        | Andrea Dovizioso | Francesco Bagnaia   | Lorenzo Dalla Porta   | Resoconto |
| 23 settembre | GP d'Aragona                               | Aragón                  | Marc Márquez     | Brad Binder         | Jorge Martín          | Resoconto |
| 7 ottobre    | GP di Thailandia                           | Buriram                 | Marc Márquez     | Francesco Bagnaia   | Fabio Di Giannantonio | Resoconto |
| 21 ottobre   | GP del Giappone                            | Motegi                  | Marc Márquez     | Francesco Bagnaia   | Marco Bezzecchi       | Resoconto |
| 28 ottobre   | GP d'Australia                             | Phillip Island          | Maverick Viñales | Brad Binder         | Albert Arenas         | Resoconto |
| 4 novembre   | GP della Malesia                           | Sepang                  | Marc Márquez     | Luca Marini         | Jorge Martín          | Resoconto |
| 18 novembre  | GP della Comunità Valenciana               | Valencia                | Andrea Dovizioso | Miguel Oliveira     | Can Öncü              | Resoconto |

## Sistema di punteggio e legenda
| Pos.  | 1  | 2  | 3  | 4  | 5  | 6  | 7 | 8 | 9 | 10 | 11 | 12 | 13 | 14 | 15 | 16 > |
| ----- | -- | -- | -- | -- | -- | -- | - | - | - | -- | -- | -- | -- | -- | -- | ---- |
| Punti | 25 | 20 | 16 | 13 | 11 | 10 | 9 | 8 | 7 | 6  | 5  | 4  | 3  | 2  | 1  | 0    |

## Le classi

### MotoGP
All'inizio dell'anno le squadre ufficiali principali si presentano con i piloti invariati rispetto all'anno precedente: Honda con i due piloti spagnoli Marc Márquez e Daniel Pedrosa, Yamaha con lo spagnolo Maverick Viñales e l'italiano Valentino Rossi, Ducati con l'italiano Andrea Dovizioso e lo spagnolo Jorge Lorenzo, Suzuki con l'italiano Andrea Iannone e lo spagnolo Álex Rins, KTM con l'inglese Bradley Smith e lo spagnolo Pol Espargaró. L'unica modifica tra i team ufficiali riguarda l'Aprilia Racing che al riconfermato Aleix Espargaró affianca l'inglese Scott Redding.

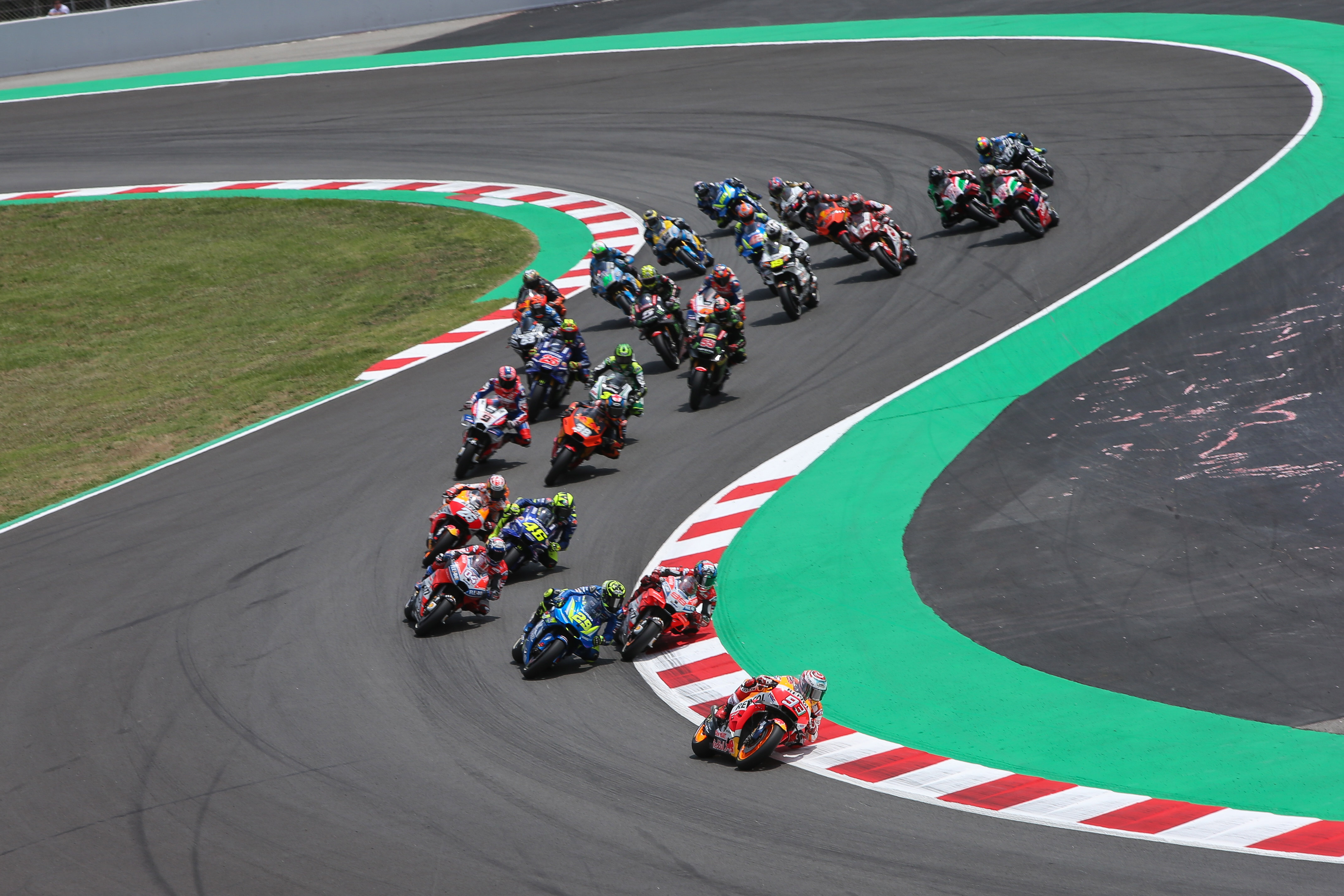
Fase iniziale del GP di Catalogna.

Sempre per quanto riguarda i team ufficiali, utilizzando le wild card, in alcune prove vengono schierati anche i piloti collaudatori: per KTM il finlandese Mika Kallio (Spagna, Catalogna), per Suzuki il francese Sylvain Guintoli (Catalogna e Repubblica Ceca), per la Ducati l'italiano Michele Pirro (Italia) e per la Honda Stefan Bradl (Repubblica Ceca), che aveva già corso nel Gran Premio motociclistico di Germania 2018 come sostituto dell'infortunato Franco Morbidelli.
Per le restanti squadre, il team Tech 3 fa debuttare in classe maggiore il pilota malese Hafizh Syahrin come sostituto dell'infortunato Jonas Folger che salta così tutta la stagione, mentre il Marc VDS Racing fa gareggiare per la prima volta in MotoGP l'italiano Franco Morbidelli e lo svizzero Thomas Lüthi, i due piloti giunti nelle prime due posizioni in Moto2 nel motomondiale 2017. Debuttano in questa classe anche il giapponese Takaaki Nakagami sulla Honda del team di Lucio Cecchinello, che torna a schierare due moto, e il belga Xavier Siméon, con il team Avintia Racing.
Al termine della stagione è Marc Márquez a laurearsi campione del mondo (titolo ottenuto già al GP del Giappone, con tre gare di anticipo). Per lo spagnolo si tratta del terzo titolo consecutivo, il quinto in MotoGP e il settimo in totale. Nonostante le Ducati di Andrea Dovizioso e di un ritrovato Jorge Lorenzo (il GP d'Italia ha sancito la sua prima vittoria dal Gran Premio della Comunità Valenciana 2016 e la sua prima vittoria in Ducati, proprio dopo aver tra l'altro annunciato il suo passaggio in Honda per la stagione successiva) siano stati spesso in grado di competere con Marquez, la maggiore costanza di piazzamenti di vertice e i meno errori compiuti da quest'ultimo alla fine gli sono valsi il titolo.
Márquez si è anche aggiudicato il maggior numero di gran premi in stagione: nove. Gli unici altri plurivittoriosi sono stati i due Ducatisti Andrea Dovizioso con quattro vittorie e Jorge Lorenzo con tre. Vittorie singole invece per Maverick Viñales durante il GP d'Australia e Cal Crutchlow durante il GP d'Argentina.
Situazione particolare verificatasi durante il GP d'Argentina; alla partenza, posticipata a causa della decisione della quasi totalità dei piloti (Tutti eccetto il poleman Jack Miller, messosi in griglia con la moto pronta per quelle condizioni) di sostituire la moto predisposta per una gara sul bagnato con la seconda moto predisposta per l'asciutto, con le moto già schierate sulla griglia. I piloti, una volta rientrati in pista sono stati schierati a fondo griglia, ad eccezione dell'unico pilota schieratosi con la moto con assetto da asciutto, Miller per l'appunto, che è rimasto nella posizione originaria di schieramento.
Pel quel che concerne i costruttori, il titolo mondiale è della Honda davanti rispettivamente a Ducati e Yamaha. Situazione analoga per il campionato squadre dove il team Repsol Honda riesce ad avere la meglio di quello Ducati e di quello Movistar Yamaha.

#### Classifica piloti (prime 5 posizioni)
| Pos. | Pilota           | Moto   |     |    |     |     |     |    |     |   |     |     |    |    |   |    |   |    |     |    |     | P.ti |
| ---- | ---------------- | ------ | --- | -- | --- | --- | --- | -- | --- | - | --- | --- | -- | -- | - | -- | - | -- | --- | -- | --- | ---- |
| 1    | Marc Márquez     | Honda  | 2   | 18 | 1   | 1   | 1   | 16 | 2   | 1 | 1   | 3   | 2  | AN | 2 | 1  | 1 | 1  | Rit | 1  | Rit | 321  |
| 2    | Andrea Dovizioso | Ducati | 1   | 6  | 5   | Rit | Rit | 2  | Rit | 4 | 7   | 1   | 3  | AN | 1 | 2  | 2 | 18 | 3   | 6  | 1   | 245  |
| 3    | Valentino Rossi  | Yamaha | 3   | 19 | 4   | 5   | 3   | 3  | 3   | 5 | 2   | 4   | 6  | AN | 7 | 8  | 4 | 4  | 6   | 18 | 13  | 198  |
| 4    | Maverick Viñales | Yamaha | 6   | 5  | 2   | 7   | 7   | 8  | 6   | 3 | 3   | Rit | 12 | AN | 5 | 10 | 3 | 7  | 1   | 4  | Rit | 193  |
| 5    | Álex Rins        | Suzuki | Rit | 3  | Rit | Rit | 10  | 5  | Rit | 2 | Rit | 11  | 8  | AN | 4 | 4  | 6 | 3  | 5   | 2  | 2   | 169  |
| Pos. | Pilota           | Moto   |     |    |     |     |     |    |     |   |     |     |    |    |   |    |   |    |     |    |     | P.ti |

| Legenda                                                                        | 1º posto        | 2º posto        | 3º posto | A punti      | Senza punti        | Grassetto=Pole position Corsivo=Giro più veloce |
| Legenda                                                                        | Gara non valida | Non qualificato | Ritirato | Squalificato | "-" Dato non disp. | Grassetto=Pole position Corsivo=Giro più veloce |
| Fonte dei dati: motogp.com, racingmemo.free.fr, autosport.com, jumpingjack.nl. |                 |                 |          |              |                    |                                                 |

#### Classifica costruttori (prime tre posizioni)
| Pos. | Costruttore | Motocicletta |   |   |   |   |   |   |   |   |   |   |   |    |   |   |   |   |   |   |   | P.ti |
| ---- | ----------- | ------------ | - | - | - | - | - | - | - | - | - | - | - | -- | - | - | - | - | - | - | - | ---- |
| 1    | Honda       | RC213V       | 2 | 1 | 1 | 1 | 1 | 6 | 2 | 1 | 1 | 3 | 2 | AN | 2 | 1 | 1 | 1 | 8 | 1 | 5 | 375  |
| 2    | Ducati      | Desmosedici  | 1 | 4 | 5 | 4 | 2 | 1 | 1 | 4 | 4 | 1 | 1 | AN | 1 | 2 | 2 | 5 | 3 | 6 | 1 | 335  |
| 3    | Yamaha      | YZR-M1       | 3 | 2 | 2 | 2 | 3 | 3 | 3 | 3 | 2 | 4 | 6 | AN | 5 | 8 | 3 | 4 | 1 | 3 | 7 | 281  |

#### Classifica squadre (prime tre posizioni)
| Pos. | Squadra         | Piloti           |     |     |    |     |     |     |     |    |   |     |    |    |    |     |     |    |     |     |     | P.ti |
| ---- | --------------- | ---------------- | --- | --- | -- | --- | --- | --- | --- | -- | - | --- | -- | -- | -- | --- | --- | -- | --- | --- | --- | ---- |
| 1    | Repsol Honda    | Marc Márquez     | 2   | 18  | 1  | 1   | 1   | 16  | 2   | 1  | 1 | 3   | 2  | AN | 2  | 1   | 1   | 1  | Rit | 1   | Rit | 438  |
| 1    | Repsol Honda    | Daniel Pedrosa   | 7   | Rit | 7  | Rit | 5   | Rit | 5   | 15 | 8 | 8   | 7  | AN | 6  | 5   | Rit | 8  | Rit | 5   | 5   | 438  |
| 2    | Ducati Team     | Andrea Dovizioso | 1   | 6   | 5  | Rit | Rit | 2   | Rit | 4  | 7 | 1   | 3  | AN | 1  | 2   | 2   | 18 | 3   | 6   | 1   | 392  |
| 2    | Ducati Team     | Jorge Lorenzo    | Rit | 15  | 11 | Rit | 6   | 1   | 1   | 7  | 6 | 2   | 1  | AN | 17 | Rit | NP  |    |     |     | 12  | 392  |
| 2    | Ducati Team     | Álvaro Bautista  |     |     |    |     |     |     |     |    |   |     |    | AN |    |     |     |    | 4   |     |     | 392  |
| 2    | Ducati Team     | Michele Pirro    |     |     |    |     |     |     |     |    |   |     |    | AN |    |     |     |    |     | Rit | 4   | 392  |
| 3    | Movistar Yamaha | Maverick Viñales | 6   | 5   | 2  | 7   | 7   | 8   | 6   | 3  | 3 | Rit | 12 | AN | 5  | 10  | 3   | 7  | 1   | 4   | Rit | 391  |
| 3    | Movistar Yamaha | Valentino Rossi  | 3   | 19  | 4  | 5   | 3   | 3   | 3   | 5  | 2 | 4   | 6  | AN | 7  | 8   | 4   | 4  | 6   | 18  | 13  | 391  |
| Pos. | Squadra         | Piloti           |     |     |    |     |     |     |     |    |   |     |    |    |    |     |     |    |     |     |     | P.ti |

| Legenda                                                                        | 1º posto        | 2º posto        | 3º posto | A punti      | Senza punti        | Grassetto=Pole position Corsivo=Giro più veloce |
| Legenda                                                                        | Gara non valida | Non qualificato | Ritirato | Squalificato | "-" Dato non disp. | Grassetto=Pole position Corsivo=Giro più veloce |
| Fonte dei dati: motogp.com, racingmemo.free.fr, autosport.com, jumpingjack.nl. |                 |                 |          |              |                    |                                                 |

### Moto2
Importante modifica regolamentare per quanto riguarda la Moto2 (e anche la Moto3): da quest'anno infatti, come già accade da molto tempo in MotoGP, è stata istituita anche una classifica dedicata alle squadre, oltre a quelle di piloti e costruttori.

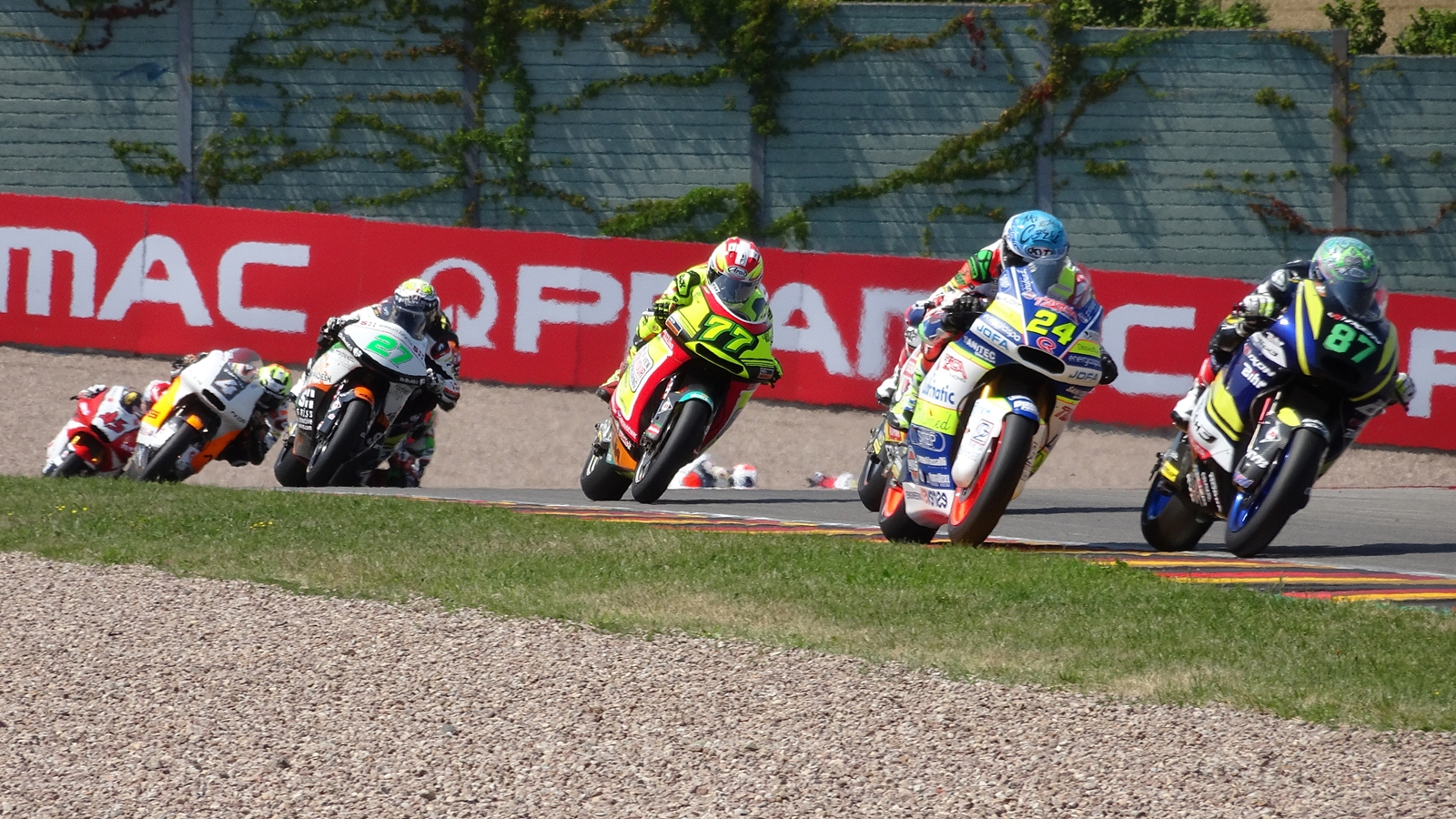
Fase di gara al GP di Germania.

Come l'anno precedente, il campione del mondo in carica (in questo caso l'italiano Franco Morbidelli) è passato a gareggiare nella classe superiore. È quindi stato il connazionale Francesco Bagnaia a laurearsi campione del mondo (conquistando il titolo con una gara di anticipo nel Gran Premio motociclistico della Malesia 2018), battendo Miguel Oliveira, l'altro contendente al titolo.
Bagnaia è stato anche il pilota che ha ottenuto più successi in stagione, con otto vittorie, tre invece quelle di Oliveira. Tre vittorie da parte anche del compagno di Oliveira, Brad Binder. Vittorie singole invece per Mattia Pasini, Lorenzo Baldassarri, Luca Marini e Fabio Quartararo. Da segnalare quest'ultima vittoria (ottenuta al Gp di Catalogna): si tratta infatti della prima vittoria a distanza del Gran Premio motociclistico delle Americhe 2015 per la Speed Up.
Senza storia la classifica costruttori con la Kalex che, ottenendo almeno un podio in tutte le gare e 11 vittorie riesce a ottenere il titolo costruttori battendo la KTM (che ottiene comunque sei vittorie) e la Speed Up (una sola vittoria). KTM che si può accontentare del titolo a squadre grazie al successo del team Red Bull KTM Ajo di Oliveira e Binder sullo SKY Racing Team VR46 di Bagnaia e Marini e sul team EG 0,0 Marc VDS di Joan Mir e Álex Márquez

#### Classifica piloti (prime 5 posizioni)
| Pos. | Pilota              | Moto  |   |     |    |     |     |   |   |    |     |     |     |    |    |   |     |   |    |   |     | P.ti |
| ---- | ------------------- | ----- | - | --- | -- | --- | --- | - | - | -- | --- | --- | --- | -- | -- | - | --- | - | -- | - | --- | ---- |
| 1    | Francesco Bagnaia   | Kalex | 1 | 9   | 1  | 3   | 1   | 4 | 8 | 1  | 12  | 3   | 1   | AN | 1  | 2 | 1   | 1 | 12 | 3 | 14  | 306  |
| 2    | Miguel Oliveira     | KTM   | 5 | 3   | 3  | 2   | 6   | 1 | 2 | 6  | 4   | 1   | 2   | AN | 2  | 7 | 3   | 3 | 11 | 2 | 1   | 297  |
| 3    | Brad Binder         | KTM   | 6 | Rit | 6  | 6   | 9   | 6 | 6 | 7  | 1   | 6   | 6   | AN | 8  | 1 | 4   | 5 | 1  | 8 | Rit | 201  |
| 4    | Álex Márquez        | Kalex | 3 | 5   | 2  | Rit | 2   | 5 | 3 | 3  | 13  | Rit | Rit | AN | 18 | 4 | Rit | 4 | 7  | 7 | 3   | 173  |
| 5    | Lorenzo Baldassarri | Kalex | 2 | 4   | 10 | 1   | Rit | 2 | 7 | 26 | Rit | 4   | 26  | AN | 6  | 3 | Rit | 2 | 22 | 6 | Rit | 162  |
| Pos. | Pilota              | Moto  |   |     |    |     |     |   |   |    |     |     |     |    |    |   |     |   |    |   |     | P.ti |

| Legenda                                                                        | 1º posto        | 2º posto        | 3º posto | A punti      | Senza punti        | Grassetto=Pole position Corsivo=Giro più veloce |
| Legenda                                                                        | Gara non valida | Non qualificato | Ritirato | Squalificato | "-" Dato non disp. | Grassetto=Pole position Corsivo=Giro più veloce |
| Fonte dei dati: motogp.com, racingmemo.free.fr, autosport.com, jumpingjack.nl. |                 |                 |          |              |                    |                                                 |

#### Classifica costruttori (prime tre posizioni)
| Pos. | Costruttore | Motocicletta |    |    |    |    |   |    |   |   |   |    |   |    |   |   |   |    |    |   |   | P.ti |
| ---- | ----------- | ------------ | -- | -- | -- | -- | - | -- | - | - | - | -- | - | -- | - | - | - | -- | -- | - | - | ---- |
| 1    | Kalex       | Moto2        | 1  | 1  | 1  | 1  | 1 | 2  | 3 | 1 | 2 | 2  | 1 | AN | 1 | 2 | 1 | 1  | 2  | 1 | 3 | 407  |
| 2    | KTM         | Moto2        | 5  | 3  | 3  | 2  | 6 | 1  | 2 | 6 | 1 | 1  | 2 | AN | 2 | 1 | 3 | 3  | 1  | 2 | 1 | 345  |
| 3    | Speed Up    | SF8          | 17 | 12 | 15 | 10 | 8 | 11 | 1 | 2 | 9 | 11 | 9 | AN | 7 | 9 | 5 | 23 | 10 | 5 | 6 | 142  |

#### Classifica squadre (prime tre posizioni)
| Pos. | Squadra              | Piloti            |    |     |    |     |     |   |     |   |    |     |     |    |     |    |     |    |    |    |     | P.ti |
| ---- | -------------------- | ----------------- | -- | --- | -- | --- | --- | - | --- | - | -- | --- | --- | -- | --- | -- | --- | -- | -- | -- | --- | ---- |
| 1    | Red Bull KTM Ajo     | Brad Binder       | 6  | Rit | 6  | 6   | 9   | 6 | 6   | 7 | 1  | 6   | 6   | AN | 8   | 1  | 4   | 5  | 1  | 8  | Rit | 498  |
| 1    | Red Bull KTM Ajo     | Miguel Oliveira   | 5  | 3   | 3  | 2   | 6   | 1 | 2   | 6 | 4  | 1   | 2   | AN | 2   | 7  | 3   | 3  | 11 | 2  | 1   | 498  |
| 2    | SKY Racing Team VR46 | Luca Marini       | 9  | 16  | 13 | Rit | Rit | 7 | 17  | 8 | 3  | 2   | 3   | AN | Rit | 11 | 2   | 9  | 5  | 1  | Rit | 453  |
| 2    | SKY Racing Team VR46 | Francesco Bagnaia | 1  | 9   | 1  | 3   | 1   | 4 | 8   | 1 | 12 | 3   | 1   | AN | 1   | 2  | 1   | 1  | 12 | 3  | 14  | 453  |
| 3    | EG 0,0 Marc VDS      | Joan Mir          | 11 | 7   | 4  | 11  | 3   | 3 | Rit | 5 | 2  | Rit | 8   | AN | 5   | 6  | Rit | 11 | 2  | 10 | Rit | 328  |
| 3    | EG 0,0 Marc VDS      | Álex Márquez      | 3  | 5   | 2  | Rit | 2   | 5 | 3   | 3 | 13 | Rit | Rit | AN | 18  | 4  | Rit | 4  | 7  | 7  | 3   | 328  |
| Pos. | Squadra              | Piloti            |    |     |    |     |     |   |     |   |    |     |     |    |     |    |     |    |    |    |     | P.ti |

| Legenda                                                                        | 1º posto        | 2º posto        | 3º posto | A punti      | Senza punti        | Grassetto=Pole position Corsivo=Giro più veloce |
| Legenda                                                                        | Gara non valida | Non qualificato | Ritirato | Squalificato | "-" Dato non disp. | Grassetto=Pole position Corsivo=Giro più veloce |
| Fonte dei dati: motogp.com, racingmemo.free.fr, autosport.com, jumpingjack.nl. |                 |                 |          |              |                    |                                                 |

### Moto3

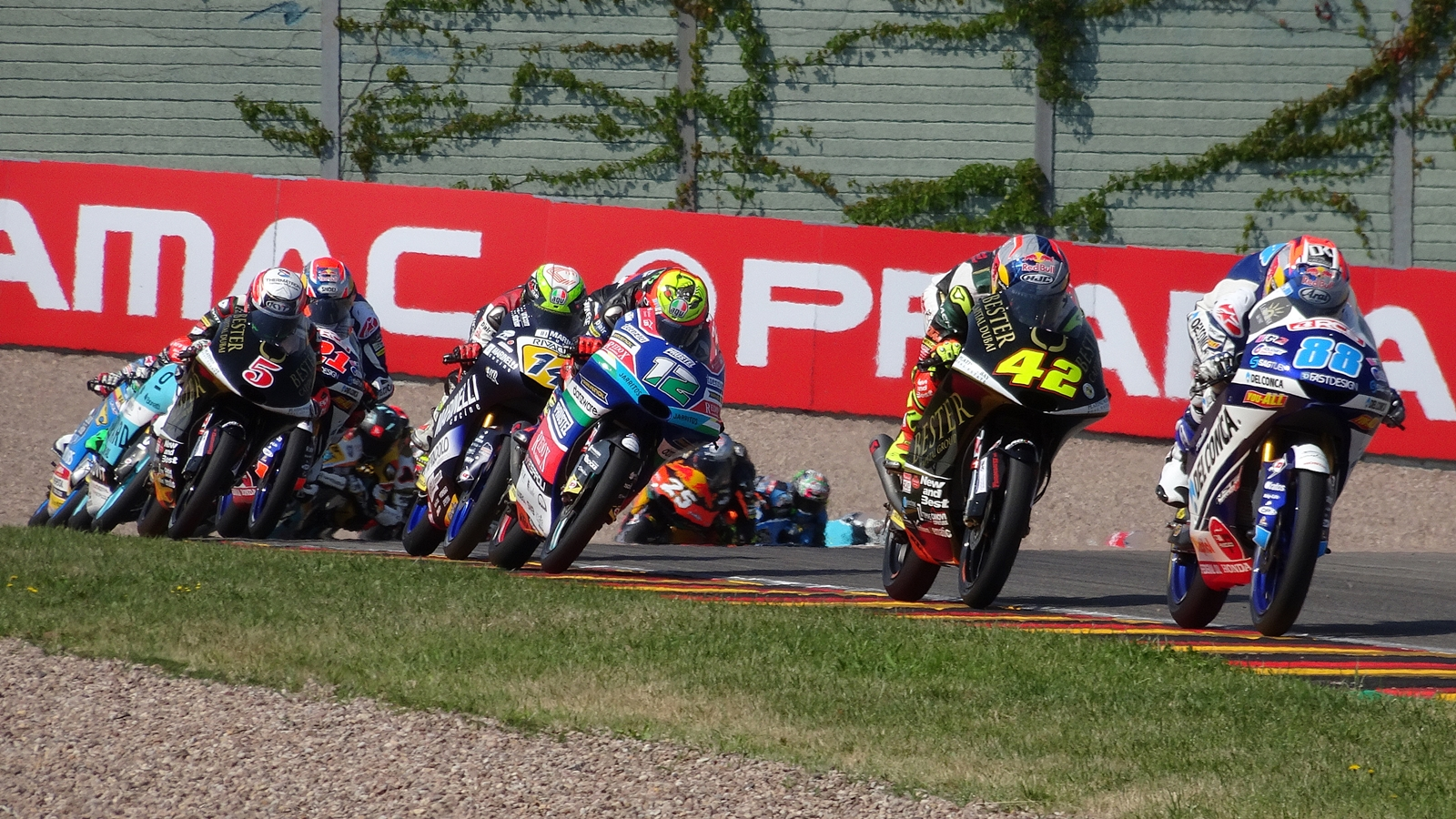
Fase di gara del GP di Germania.

Nella classe di minor cilindrata del mondiale, il titolo piloti è stato appannaggio dello spagnolo Jorge Martín che si è imposto in 7 Gran Premi e ha preceduto gli italiani Fabio Di Giannantonio, con due successi, e Marco Bezzecchi, con tre successi.
Tra le caso motociclistiche si è imposta Honda davanti a KTM. Tra i team si è imposto il Gresini Racing che peraltro annoverava i due piloti giunti ai primi posti del mondiale piloti.
In occasione dell'ultima gara stagionale, il GP di Valencia, la vittoria è stata di una wild card, il pilota turco Can Öncü, diventato a 15 anni e 115 giorni il più giovane vincitore di gran premio iridato.

#### Classifica piloti (prime 5 posizioni)
| Pos. | Pilota                | Moto  |     |    |    |     |     |   |     |     |     |    |    |    |     |    |     |     |     |   |    | P.ti |
| ---- | --------------------- | ----- | --- | -- | -- | --- | --- | - | --- | --- | --- | -- | -- | -- | --- | -- | --- | --- | --- | - | -- | ---- |
| 1    | Jorge Martín          | Honda | 1   | 11 | 1  | Rit | Rit | 1 | Rit | 1   | 1   | NP | 3  | AN | 2   | 1  | 4   | Rit | 5   | 1 | 2  | 260  |
| 2    | Fabio Di Giannantonio | Honda | 6   | 3  | 5  | 7   | 4   | 3 | 7   | 9   | Rit | 1  | 11 | AN | 3   | 4  | 1   | Rit | 2   | 6 | 4  | 218  |
| 3    | Marco Bezzecchi       | KTM   | 14  | 1  | 3  | 2   | Rit | 2 | 2   | Rit | 2   | 6  | 1  | AN | Rit | 2  | Rit | 1   | Rit | 5 | 20 | 214  |
| 4    | Enea Bastianini       | Honda | Rit | 4  | 2  | Rit | Rit | 6 | 1   | 3   | Rit | 4  | 2  | AN | Rit | 3  | Rit | 7   | 8   | 3 | 5  | 177  |
| 5    | Lorenzo Dalla Porta   | Honda | 3   | 7  | 18 | Rit | Rit | 8 | 17  | 6   | 13  | 10 | 5  | AN | 1   | 13 | 2   | 2   | Rit | 2 | 18 | 151  |
| Pos. | Pilota                | Moto  |     |    |    |     |     |   |     |     |     |    |    |    |     |    |     |     |     |   |    | P.ti |

| Legenda                                                                        | 1º posto        | 2º posto        | 3º posto | A punti      | Senza punti        | Grassetto=Pole position Corsivo=Giro più veloce |
| Legenda                                                                        | Gara non valida | Non qualificato | Ritirato | Squalificato | "-" Dato non disp. | Grassetto=Pole position Corsivo=Giro più veloce |
| Fonte dei dati: motogp.com, racingmemo.free.fr, autosport.com, jumpingjack.nl. |                 |                 |          |              |                    |                                                 |

#### Classifica costruttori
| Pos. | Costruttore | Motocicletta |   |   |   |   |   |   |   |   |   |   |   |    |    |   |   |   |   |   |   | P.ti |
| ---- | ----------- | ------------ | - | - | - | - | - | - | - | - | - | - | - | -- | -- | - | - | - | - | - | - | ---- |
| 1    | Honda       | NSF250R      | 1 | 2 | 1 | 4 | 4 | 1 | 1 | 1 | 1 | 1 | 2 | AN | 1  | 1 | 1 | 2 | 2 | 1 | 2 | 401  |
| 2    | KTM         | RC 250 GP    | 5 | 1 | 3 | 1 | 1 | 2 | 2 | 4 | 2 | 3 | 1 | AN | 4  | 2 | 3 | 1 | 1 | 4 | 1 | 353  |
| NC   | TM Racing   | -            |   |   |   |   |   |   |   |   |   |   |   |    | 20 |   |   |   |   |   |   | 0    |

#### Classifica squadre (prime tre posizioni)
| Pos. | Squadra           | Piloti                |     |    |    |     |     |    |     |     |     |    |    |    |     |    |     |     |     |    |    | P.ti |
| ---- | ----------------- | --------------------- | --- | -- | -- | --- | --- | -- | --- | --- | --- | -- | -- | -- | --- | -- | --- | --- | --- | -- | -- | ---- |
| 1    | Del Conca Gresini | Fabio Di Giannantonio | 6   | 3  | 5  | 7   | 4   | 3  | 7   | 9   | Rit | 1  | 11 | AN | 3   | 4  | 1   | Rit | 2   | 6  | 4  | 478  |
| 1    | Del Conca Gresini | Jorge Martín          | 1   | 11 | 1  | Rit | Rit | 1  | Rit | 1   | 1   | NP | 3  | AN | 2   | 1  | 4   | Rit | 5   | 1  | 2  | 478  |
| 2    | Redox PrüstelGP   | Marco Bezzecchi       | 14  | 1  | 3  | 2   | Rit | 2  | 2   | Rit | 2   | 6  | 1  | AN | Rit | 2  | Rit | 1   | Rit | 5  | 20 | 330  |
| 2    | Redox PrüstelGP   | Jakub Kornfeil        | 9   | 14 | 7  | 8   | 6   | 23 | 11  | 5   | 7   | 3  | 13 | AN | 5   | 11 | 10  | 10  | 9   | 20 | 15 | 330  |
| 3    | Leopard Racing    | Enea Bastianini       | Rit | 4  | 2  | Rit | Rit | 6  | 1   | 3   | Rit | 4  | 2  | AN | Rit | 3  | Rit | 7   | 8   | 3  | 5  | 328  |
| 3    | Leopard Racing    | Lorenzo Dalla Porta   | 3   | 7  | 18 | Rit | Rit | 8  | 17  | 6   | 13  | 10 | 5  | AN | 1   | 13 | 2   | 2   | Rit | 2  | 18 | 328  |
| Pos. | Squadra           | Piloti                |     |    |    |     |     |    |     |     |     |    |    |    |     |    |     |     |     |    |    | P.ti |

| Legenda                                                                        | 1º posto        | 2º posto        | 3º posto | A punti      | Senza punti        | Grassetto=Pole position Corsivo=Giro più veloce |
| Legenda                                                                        | Gara non valida | Non qualificato | Ritirato | Squalificato | "-" Dato non disp. | Grassetto=Pole position Corsivo=Giro più veloce |
| Fonte dei dati: motogp.com, racingmemo.free.fr, autosport.com, jumpingjack.nl. |                 |                 |          |              |                    |                                                 |